# カルピンスキ山
カルピンスキ山（カルピンスキさん、ロシア語: Ледник Карпинского）とは、ロシア連邦クラスノヤルスク地方のセヴェルナヤ・ゼムリャ諸島十月革命島に位置する山である。

## 概要
標高は963mで、十月革命島の最高峰である。また、この山の名前はロシア科学アカデミーの総裁であったアレクサンドル・カルピンスキに由来する。